# مصر قرآن كريم
مصر قرآن كريم هي قناة تلفزيونية أطلقتها شركة المتحدة للخدمات الإعلامية على القمر الصناعي المصري نايل سات في أوائل عام 2020. وتعد بذلك أول قناة مصرية متخصصة في عرض قراءات القرآن الكريم لمشاهير القراء المصريين أمثال الشيخ عبد الباسط عبد الصمد، والشيخ محمد صديق المنشاوي، والشيخ محمد محمود الطبلاوي وغيرهم.

## قراء قناة مصر قرآن كريم
- محمد رفعت
- مصطفى إسماعيل
- عبد العظيم زاهر
- عبد الفتاح الشعشاعي
- أبو العينين شعيشع
- عبد الباسط عبد الصمد
- محمد صديق المنشاوي
- محمود علي البنا
- محمود عبد الحكم
- إبراهيم الشعشاعي
- أحمد محمد عامر
- أحمد نعينع
- الشحات محمد أنور
- محمد محمود الطبلاوي
- فتحى عبدالمنعم خليف
- أحمد عبدالرحمن الزارع
- عيد أبوعشرة
- عزت السيد راشد
- محمود عبدالباسط عبدالرحمن الحسيني
- محمد فتح الله بيبرس
- يوسف قاسم حلاوة
- كارم الحريري السعيد فيصل طلبة
- إبراهيم عبدالغني
- عبدالمطلب محمود حسين
- صالح علي حسن
- محمود أبوالحجاج المناعي
- خضر أحمد مصطفى
- العزب سالم[4][5]